# Dmytro Myron
Dmytro Myron, ukr. Дмитро Мирон ps. Maksym Orłyk, Andrij (ur. 5 listopada 1911 we wsi Raj w gminie Brzeżany, zg. 25 lipca 1942 w Kijowie) – ukraiński działacz nacjonalistyczny.
Członek Organizacji Ukraińskich Nacjonalistów (OUN) od czasu jej powstania, więziony w polskich więzieniach w Rawiczu i Wronkach w latach 1934–1938. W 1938–1939 członek Krajowej Egzekutywy OUN, w 1940 krajowy przewodniczący OUN-B na terenie Generalnego Gubernatorstwa, w 1941 członek "grup marszowych".
W lutym 1940 został skierowany wraz z Iwanem Kłymiwem na Wołyń w celu prowadzenia działalności antysowieckiej. 5 marca 1940 przez San przedostał się na tereny okupowane przez ZSRR. Ponieważ w tym czasie (przełom marca i kwietnia) NKWD aresztowało we Lwowie prawie wszystkich członków Krajowej Egzekutywy OUN (nazywanej pierwszą), utworzył nową Krajową Egzekutywę (drugą), w skład której weszli oprócz niego Kost Cmoć, Iwan Maksymiw, Kost Berezowśkyj, Mykoła Matwijczuk i Mychajło Dumanśkyj.
W latach 1941–1942 przewodniczący OUN w Kijowie. Zabity 25 lipca 1942 przez Niemców.
Jego siostra - Tosia Myron została aresztowana i zamordowana przez NKWD w więzieniu w Brzeżanach w czerwcu 1941 podczas masakr więziennych NKWD po ataku III Rzeszy na ZSRR.